# SS Suevic (1901)
SS Suevic byl parník vybudovaný v loděnicích Harland & Wolff pro White Star Line. Byl poslední z pěti parníků třídy Jubileum a sloužil na trase Liverpool – Sydney. V roce 1907 ztroskotal jižně od Anglie, ale díky rozsáhlým záchranným pracím nikdo nezemřel. Loď samotná byla záměrně rozdělena na dvě části a k původní zádi byla vyrobena nová příď. Později sloužil jako velrybářská loď pro norskou společnost pod jménem Skytteren. V roce 1942 najel na mělčinu, když unikal před německými loděmi.

## Design a konstrukce
Když White Star Line zahájila v roce 1899 provoz na lince Liverpool - Sydney, objednala si pro tuto linku tři lodě: Afric, Medic a Persic. Všechny měly jeden komín, tonáž pod 12 000 BRT a kapacitu 320 cestujících. Protože byly všechny vybudovány na konci 19. století, byly uvedeny jako třída Jubileum. Trasa, na které sloužily, začala být brzy hodně využívaná, hlavně australskými imigranty, proto si White Star Line objednala další dva parníky, o trochu větší než jejich předchůdce, Runic a Suevic. Měly několik menších změn v designu, největší z nich byly prodloužení zádě a posunutí můstku dopředu. Tyto lodě měly kapacitu 400 cestujících a 7 skladů pro náklad, některé z nich byly chlazené.

## Služba u White Star Line
Suevic byl spuštěn na vodu 8. prosince 1900 a na svou první plavbu z Liverpoolu do Sydney vyplul 23. března 1901. Krátce poté během Búrských válek musel Suevic a jeho sesterské lodě sloužit jako transportní loď. V srpnu 1901 plul poprvé a naposled z Liverpoolu do New Yorku. Po skončení Búrských válek mohla White Star Line konečně zahájit pravidelnou měsíční dopravu do Austrálie s loděmi třídy Jubileum.
Na jedné z plaveb roku 1903 byl na Suevic za trest přidělen mladý důstojník Charles Lightoller. Během plavby potkal osmnáctiletou ženu, která cestovala domů do Sydney a po námluvách na palubě se 15. prosince 1903 vzali. Lightoller byl později jmenován 2. důstojníkem na Titaniku, jehož katastrofu přežil.

## Ztroskotání

### Chyby v navigaci

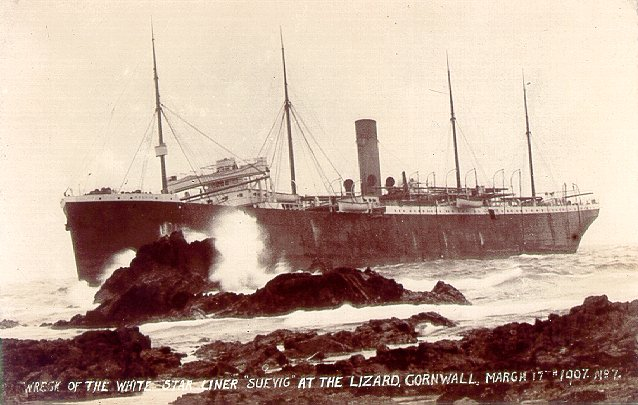
"Vrak "Sueviku" u Lizardu, Cornwall, 17. března 1907"

Prvních šest let služby Sueviku se obešlo bez nahod, ale pak se stalo neštěstí. 2. února 1907 opustil Melbourne s plánovanými zastávkami v Kapském Městě, Tenerife, Plymouthu, Londýně a nakonec v Liverpoolu pod velením Thomase Jonese. 17. března 1907 připlouval do Liverpoolu s 382 cestujícími, 141 členy posádky a téměř plným nákladním prostorem včetně tisíců ovcí za 400 000 liber.
V poledne byl asi 240 km od jihozápadního pobřeží Anglie. Tato část anglického pobřeží představovala pro lodě nebezpečí hlavně kvůli mělkým vodám, útesům a častým hustým mlhám, kvůli čemuž se mu lodě vyhýbají. Přesto se loď odpoledne dostala do husté mlhy. Ve 22:00 nebyli důstojníci schopni určit pozici, tak se rozhodli zorientovat podle lizardského majáku, který brzy spatřili. Podle světla spočítali, že jsou od něj nejméně 16 km daleko a tudíž v bezpečí. Navzdory husté mlze rozkázali naplno vpřed, přestože ani neměřili hloubku, čímž by poznali, že jsou moc blízko pobřeží.
O dvacet minut později najeli v plné rychlosti na útes naproti Maenheere Reef asi kilometr od Lizardu. Byli o 25 kilometrů blíž pobřeží, než si mysleli.

### Záchrana
Jones nejprve několikrát zkusil z mělčiny vycouvat chodem motorů naplno na zpětný chod, ale marně. Vzhledem ke své pozici se loď potopit nemohla. Kapitán přikázal odpálit nouzové světlice a následovala záchrana cestujících a jejich doprava na břeh.
Záchrana byla vedena Royal National Lifeboat Institution a byla to největší záchranná akce v jejich 183leté historii. Jejich lodě s dobrovolnou posádkou zachránily všechny cestující včetně 70 dětí a členy posádky. Operace trvala 16 hodin. Za své úsilí obdrželi čtyři záchranáři stříbrnou medaili RNLI a dva dostali ocenění od posádky Sueviku. V březnu 2007 se konala oslava stého výročí této akce.

### Vyproštění

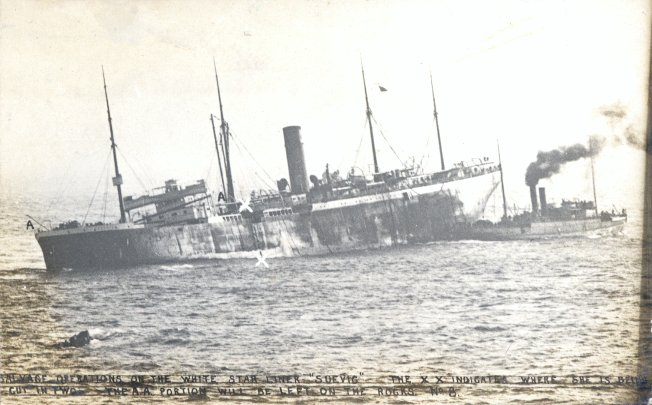
"Záchranné operace na Sueviku. X-X ukazuje, kde byl rozpůlen ve dví. A-A ukazuje délku útesu."

Příď byla hodně poškozená, ale ne neopravitelně a zbytek lodi včetně kotlů a motorů byl v pořádku. Bylo vyzkoumáno, že pokud se loď odlehčí, příliv ji zdvihne ze dna a pak bude moci být odtažena. Kvůli tomu byl o tři dny později, 20. března, vyložen a odvezen na malých nákladních lodích ze Sueviku všechen náklad. Zprvu to vypadalo, že se pokus podaří, ale o týden později, když se různé lodě snažily odtáhnout Suevic z útesu, se zhoršilo počasí a vlny ho posunuly ještě dále na útes, odkud už nemohl být odtažen.
S nenávratně ztracenou přídí a s hrozbou zhoršujícího se počasí, které mohlo kompletně zničit loď, se White Star Line rozhodla, že zachrání záď, kterou odtrhne od poškozené přídě. Suevic měl stejně jako ostatní lodě White Star Line několik vodotěsných přepážek. Vzhledem k tomuto designu položili inženýři 4. dubna opatrně nálože dynamitu tak, že se příď oddělila od zádě těsně za můstkem. Díky vodotěsným přepážkám se záď udržela celá na hladině a Suevic plul s pomocí vlastních motorů jedoucích na zpětný chod a tažných lodí do Southamptonu. Poškozená příď byla ponechána na útesu na rozebrání.

### Rekonstrukce: „nejdelší loď na světě“

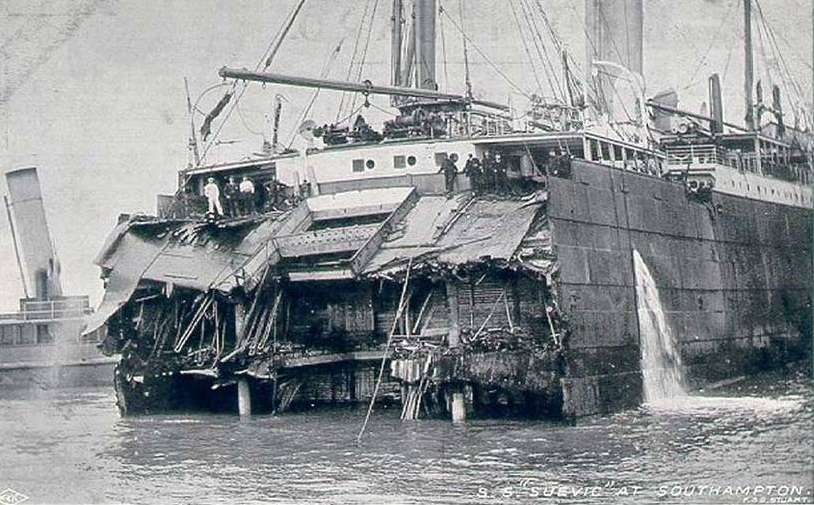
Suevik v Southamptonu čeká na svou novou příď

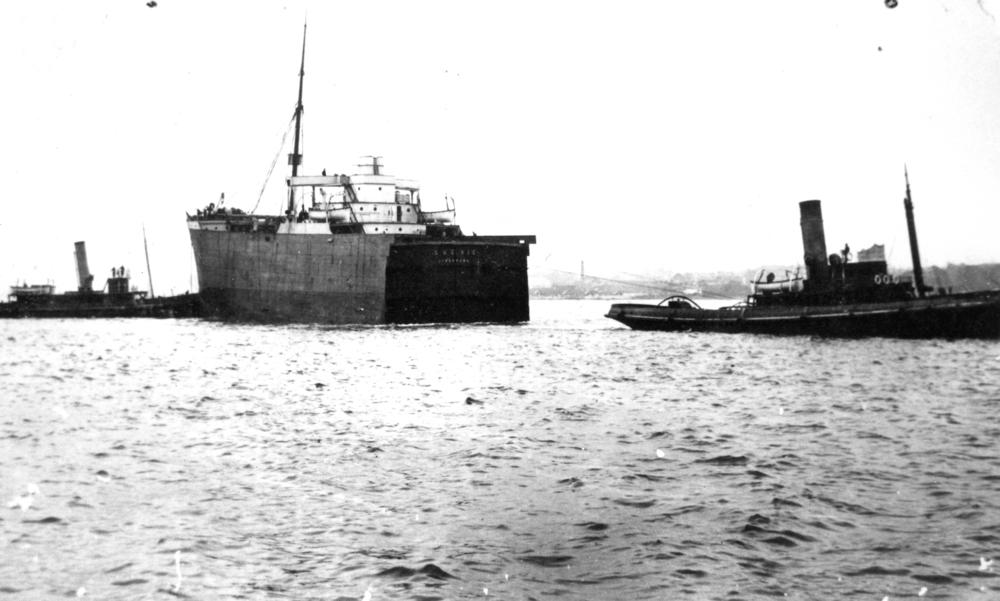
Nová příď Sueviku

White Star Line si objednala novou 65 m dlouhou příď od loděnic Harland & Wolff, která byla spuštěna na vodu v říjnu 1907. V té době bylo populární tvrzení, že je Suevic nejdelší loď na světě s přídí v Belfastu a zádí v Southamptonu. Příď pak byla odtažena do loděnic J. I. Thorneycroft & Co. v Southamptonu, kam přijela 26. října. V polovině listopadu byla na svém místě připojena ke zbytku lodi. Příď byla dokonale pevná díky dobré práci lidí z loděnic Harland & Wolff. O deset měsíců později po největší snaze o záchranu lodi v té době, 14. ledna 1908 byl Suevic dokončen a vrátil se do služby.

## Služba ve válce
Když vypukla 1. světová válka, bylo do ní povoláno hodně britských lodí. Možnost převážet zmražené maso znamenala, že lodě třídy Jubileum byly ponechány v původní službě, ale převážely zásoby pro armádu a dokonce i vojáky samotné během běžné plavby. Pro armádu vykonal plavbu v březnu 1915, když převážel vojáky na Moudros během bitvy o Gallipoli. Od té doby pro ni sloužil častěji než pro White Star Line, přestože dále sloužil na svých pravidelných linkách do Austrálie.

## SSSkytteren

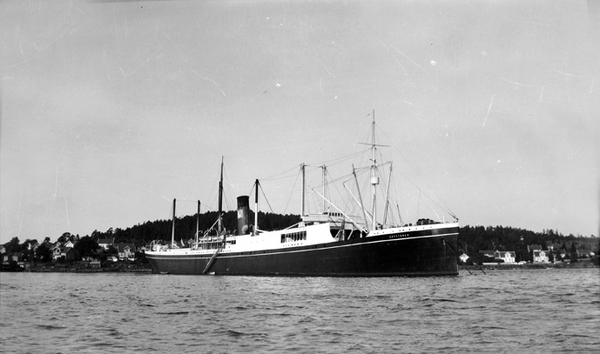
Velrybářská loď SS Skytteren v Tønsbergu asi v roce 1930

Po válce Suevic podstoupil úpravu, po které měl kapacitu 266 cestujících ve druhé třídě, a vrátil se na australskou linku. V březnu 1924 na ní absolvoval svou 50. plavbu. V roce 1928 se na něm začalo projevovat stáří a White Star Line jej prodala Yngvar Hvistendahl's Finnhval A/S za 35 000 liber, která ho přejmenovala na Skytteren a prodala společnosti Germaniawerft v Kielu, pro kterou sloužil jako velrybářská loď.
Když Třetí říše zaútočila roku 1940 na počátku 2. světové války na Norsko, Skytteren a několik dalších norských lodí bylo v přístavu v Göteborgu ve Švédsku. Exilová norská vláda si je přivlastnila. Strana Nasjonal Samling v okupovaném Norsku byla proti tomu, ale soud jim nedal za pravdu.
1. dubna 1942 se lodě internované v Göteborgu pokusily uprchnout na spojenecké území, kde by byly chráněny britským námořnictvem. Švédské námořnictvo nemohlo nečině přihlížet a mimo neutrální vody čekaly německé lodě, které byly o akci informovány. Z celkových deseti lodí se dvě dostaly do Británie, šest bylo potopeno Němci nebo zničeno vlastní posádkou, aby se nedostaly do rukou nepřítele, mezi které patřil i Skytteren a dvě se vrátily zpět do Göteborgu. Skytteren byl zničen ve vodách Maseskär u Švédska. Jejich posádka se stala válečnými zajatci. Vrak Sueviku/Skytterenu zůstal v těchto vodách s přídí otočenou k západu.